# BusyBox
BusyBox is een computerprogramma dat verschillende Unix-hulpprogramma's in een enkele toepassing combineert.

## Geschiedenis
BusyBox is in 1996 geschreven door Bruce Perens. Hij wilde een compleet en opstartbaar Linux-systeem dat op een enkele diskette zou passen en dat zowel als herstelsysteem als voor het installeren van een Debian-systeem kon worden gebruikt. Tot 1998 werd het onderhouden door Enrique Zanardi en aangepast aan de behoeften van het Debian-installatieprogramma. Daarna breidde Dave Cinege het uit voor het Linux Router Project. Het was tussen 1999 en 2006 in handen van Erik Andersen en verspreidde zich naar de groeiende markt voor embedded systemen. Sinds 2006 wordt Busybox beheerd en onderhouden door Denys Vlasenko.

## Beschrijving
BusyBox draait op verschillende POSIX-omgevingen zoals Linux, Android of FreeBSD. Het merendeel van de hulpprogramma's zijn ontworpen om te werken met de interface van een Linux-kernel en op embedded besturingssystemen met beperkte middelen. Om nog minder ruimte in te nemen, wordt BusyBox vaak gekoppeld aan kleine bibliotheken zoals uClibc.
De software is vrij te downloaden en valt onder de GNU General Public License versie 2 (GPLv2).

## Toepassingen
Het computerprogramma wordt bijvoorbeeld gebruikt in Linux-systemen op de Sharp Zaurus, Nokia 770 en N900, de Motorola ROKR Z6, op OpenWrt-gebaseerde systemen, Fritz!-boxen, TomTom-navigatieapparatuur, bijna alle Linux installatie-cd's en de GP2X.